# Región Papaloapan (Veracruz)
La región del Papaloapan (Región VIII) es una de las 10 en las que se encuentra dividido el estado de Veracruz, siendo la tercera más extensa del estado, ya que cuenta con una superficie de 10,941.96 km². Ubicada en la zona centro-sur de la entidad, colinda al norte con la región de las Montañas y la del Sotavento, al sur con la Olmeca y al este con la región de los Tuxtlas, estando integrada por 22 municipios.

## Hidrografía
Los principales cuerpos de agua con los que cuenta la región son: La laguna El Plan, El Salado, Las Cañas, Jolote, Las Isletas, Los Cerros, y El Chino.
Los principales afluentes con los que cuenta son los ríos: Papaloapan, Tesechoacán, y el río Tonto.

## Usos de suelo y vías de comunicación
En la región el uso de suelo es pincipalpmente utilizado para actividad agrícola, aproximadamente el 85% del territorio está orientado a esta actividad. Existen municipios totalmente rurales como lo son Amatitlán, Ixmatlahuacan y Tuxtilla.
Las principales rutas de comunicación interregionales e intrarregionales son la carretera Federal n.º 180, la carretera Federal n.º 175 y la carretera n.º 145.

## Municipios

Municipios en la Región

| - 1) Tierra Blanca - 2) Ignacio de la Llave - 3) Alvarado - 4) Tres Valles - 5) Cosamaloapan - 6) Ixmatlahuacan - 7) Acula - 8) Tlacotalpan | - 9) Saltabarranca - 10) Lerdo de Tejada - 11) Ángel R. Cabada - 12) Otatitlán - 13) Tlacojalpan - 14) Tuxtilla - 15) Chacaltianguis | - 16) Carlos A. Carrillo - 17) Amatitlán - 18) José Azueta - 19) Isla - 20) Juan Rodríguez Clara - 21) Playa Vicente - 22) Santiago Sochiapan |